# Ontherus dentatus
Ontherus dentatus là một loài bọ cánh cứng trong họ Bọ hung (Scarabaeidae).